# Robin Olsen
Robin Olsen (ˈrɔ̌bːɪn ˈʊ̌lːsɛn, Malmö, el 8 de gener de 1990) és un jugador de futbol professional suec que juga com a porter a l'Aston Villa FC i a la selecció sueca.